# Ingrid Träutlein-Peer
Ingrid Träutlein-Peer (* 20. Jahrhundert) ist eine deutsche Filmeditorin.
Ingrid Träutlein-Peer wurde Mitte der 1970er Jahre zur Filmeditorin ausgebildet. Sie arbeitete überwiegend für Fernsehproduktionen, darunter die Serien Die unsterblichen Methoden des Franz Josef Wanninger, Büro, Büro und Auf Achse sowie zwei Tatort-Episoden. Ab 1996 schnitt sie 23 Episoden der Reihe Der Bulle von Tölz. Bis 2002 wirkte sie bei insgesamt 13 Produktionen mit.

## Filmographie (Auswahl)
- 1976: Inspektion Lauenstadt (Fernsehserie, 2 Folgen)
- 1977: Graf Yoster gibt sich die Ehre (Fernsehserie, 4 Folgen)
- 1977: Tatort: Das Mädchen von gegenüber
- 1978: Tegtmeiers Reisen (Fernsehserie, 1 Folge)
- 1978: Nonstop Nonsens (Fernsehserie, 4 Folgen)
- 1980–1982: Die unsterblichen Methoden des Franz Josef Wanninger (Fernsehserie, 12 Folgen)
- 1983–1984: Büro, Büro (Fernsehserie, 19 Folgen)
- 1985: Stahlkammer Zürich
- 1986: Der Fahnder (Fernsehserie, 2 Folgen)
- 1986–1996: Auf Achse (Fernsehserie, 13 Folgen)
- 1987: Hafendetektiv (Fernsehserie, 1 Folge)
- 1990: Tatort: Medizinmänner
- 1994: Schwarz greift ein (Fernsehserie, 2 Folgen)
- 1996–2002: Der Bulle von Tölz:
  - 1996: Das Amigo-Komplott
  - 1996: Tod im Internat
  - 1996: Unter Freunden
  - 1996: Palermo ist nah
  - 1996: Tod am Altar
  - 1997: Tod auf Tournee
  - 1997: Bei Zuschlag Mord
  - 1997: Tod in der Brauerei
  - 1997: Waidmanns Zank
  - 1997: Leiche dringend gesucht
  - 1997: Eine Hand wäscht die andere
  - 1998: Tod in der Walpurgisnacht
  - 1998: Berg der Begierden
  - 1998: Tod am Rosenmontag
  - 1998: Tod in Dessous
  - 1999: Ein Orden für den Mörder
  - 1999: Tod am Hahnenkamm
  - 1999: Tod eines Priesters
  - 2000: Treibjagd
  - 2000: Schöne, heile Welt
  - 2000: Eine tödliche Affäre
  - 2002: Schlusspfiff